# Knautia
Knautia is een geslacht van bloeiende planten uit de kamperfoeliefamilie (Caprifoliaceae).
Het geslacht wordt in het Engels 'widow flower' en in het Duits 'Witwenblume' genoemd, beide betekenen 'weduwenbloem'. Die naam werd oorspronkelijk aan de Zuid-Europese Scabiosa atropurpurea gegeven. De donkere bloemen daarvan associeerde men met rouwkleding, en vroeger maakte men geen verschil tussen Knautia en Scabiosa.
Bepaalde Knautia-soorten worden aantrekkelijk gevonden door nachtvlinders uit het geslacht Zygaena, zoals de sint-jansvlinder (Zygaena filipendulae).

## Selectie van soorten
- Knautia arvensis (beemdkroon)
- Knautia carinthiaca
- Knautia dipsacifolia (bergknautia)
- Knautia drymeia
- Knautia kitaiebellii
- Knautia longifolia
- Knautia macedonica
- Knautia maxima
- Knautia norica